# 社会的手抜き

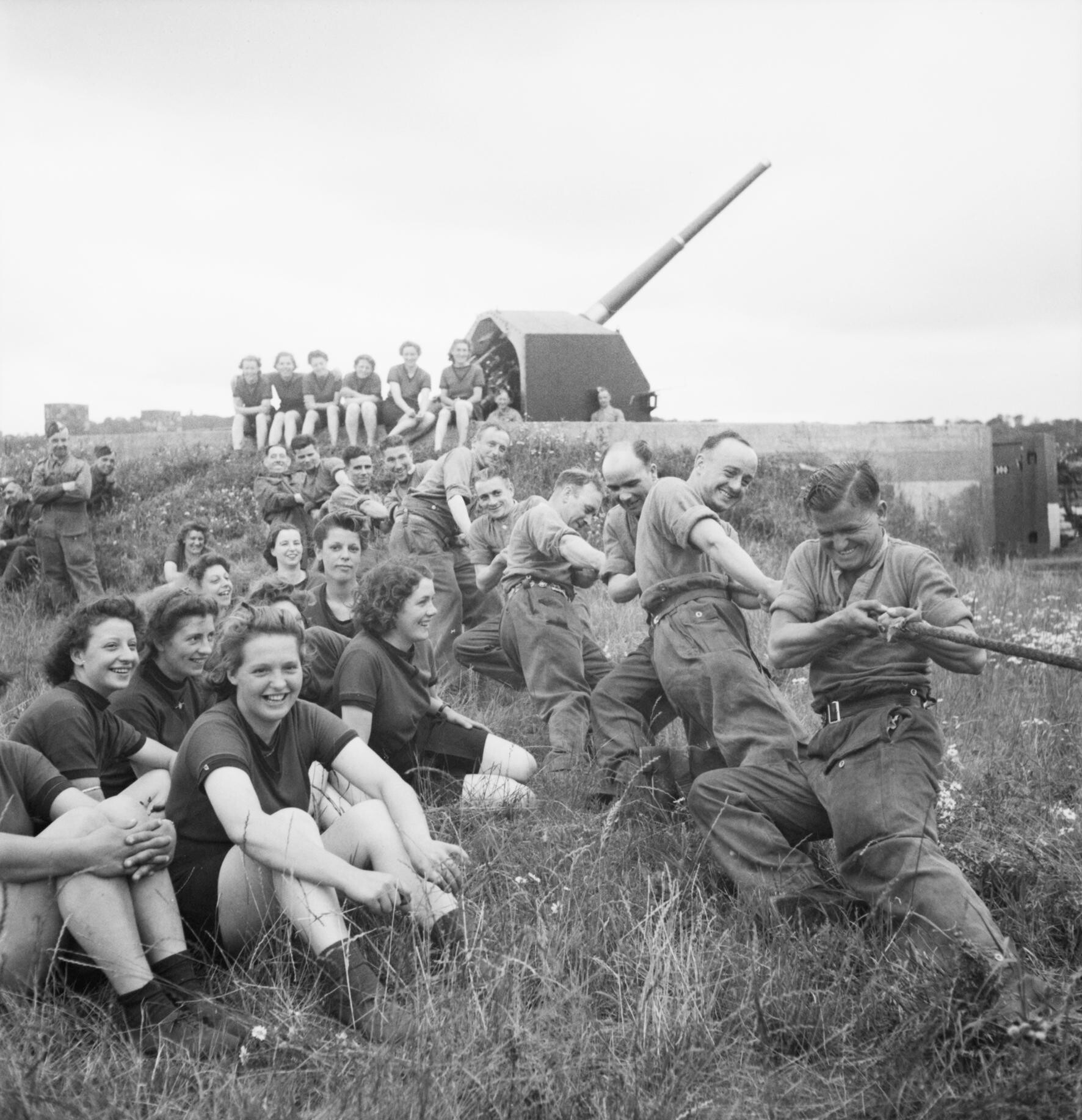
第二次世界大戦中にイギリスで行われた綱引き。
綱引きは集団で同じ作業を行うことから、社会的手抜きが発生しやすい競技とも言える。

社会心理学において、社会的手抜き（しゃかいてきてぬき、英: Social loafing）とは、個人が集団で作業する際に、一人で作業する時と比べて目標達成のために努力を惜しむ現象を指す。リンゲルマン効果、フリーライダー（ただ乗り）現象、社会的怠惰とも呼ばれる。
これは、集団がメンバー個人の総合力よりも生産性が低くなる主な理由の1つとされている。
社会的手抜きの研究は、マックス・リンゲルマンによる綱引き実験から始まった。リンゲルマンは、集団のメンバーは1人で綱を引く時と比べて、努力を惜しむ傾向があることを発見した。最近の研究では、オンラインや分散型のグループなど、現代技術を使った研究でも社会的手抜きの明らかな証拠が示されている。社会的手抜きの原因の多くは、個々のメンバーが自分の努力が集団に影響しないと感じることから生じている。これは、集団がメンバー個人の総合力よりも生産性が低くなる主な理由の1つとされているが、集団が時折経験する偶発的な調整問題とは区別されるべきである。
いくつかの研究によると、社会的手抜きの最も一般的な動機の源は、個人の貢献に対する理解の欠如、個人に与えられる挑戦的でない課題、課題からの個人的満足度の低さ、統一されたグループの欠如であることがわかった。社会的手抜きが起こる理由を調べる理論は、グループメンバーが自分の貢献が気づかれないと感じることから、グループメンバーが自分の努力が必要ないと気づくことまで多岐にわたる。職場環境では、ほとんどのマネージャーは、課題が新しいまたは複雑な場合は従業員が1人で作業すべきだが、よく知られていて個人の努力の余地がある課題は、グループで行うのがより良いと考えている。
グループから社会的手抜きを減らすために、いくつかの戦略を提案することができる。社会的手抜きは、主に個人が無意識または意識的に社会的意識の低下により努力を惜しむことで起こる。これが起こる可能性に対抗するために、ミゲル・エラエスは不公平な参加が見られた場合の説明責任と協力を用いて学生を対象に研究を行った。学生たちは、作業に対等に参加し、生じる可能性のある葛藤の原因を指摘するよう奨励された。研究の結論では、取り組みに欠けるグループメンバーをサポートし、グループメンバー間の自立の選択肢を作ることが、社会的手抜きを減少させることがわかった。力の弱い学生へのサポートは彼らの立場を改善すると同時に、他の学生にも利益をもたらす。

## 歴史

### 綱引き実験

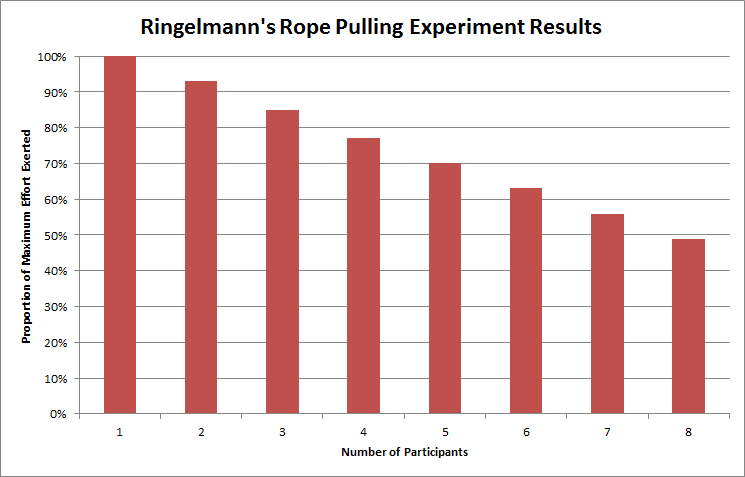
リンゲルマンの実験では、綱を引く参加者の数が多いほど、各人が発揮する最大努力は少なくなることが示された

社会的手抜き効果に関する最初の知られた研究は、1913年のマックス・リンゲルマンによる研究から始まった。リンゲルマンは、一群の男性に綱を引くよう求めたとき、彼らは1人で引いたときほど集団では一生懸命引かないことを発見した。この研究では、これが集団内の個人が努力を惜しんだ結果なのか、集団内の調整が悪かったためなのかは区別されなかった。
1974年、アラン・インガム、ジェームズ・グレーブスらは、2種類のグループを用いてリンゲルマンの実験を再現した。1) さまざまな大きさの本物の参加者グループ（リンゲルマンの設定と一致）、または2) 本物の参加者が1人だけの疑似グループ。疑似グループでは、研究者のアシスタントは綱を引くふりをしただけだった。結果は、参加者のパフォーマンスの低下を示した。全員が努力した参加者のグループは、最も大きな低下を示した。疑似グループは調整効果から隔離されていたため（参加者の協力者は物理的に綱を引かなかったため）、インガムはコミュニケーションだけでは努力の低下の説明にはならず、動機の喪失がパフォーマンス低下のより可能性の高い原因であることを証明した。

### 拍手と叫び声の実験
リンゲルマンの最初の発見とは対照的に、ビブ・ラタネらは、以前の社会的手抜きの発見を再現しつつ、グループのパフォーマンス低下は、調整の悪化ではなく、個人の努力の減少に起因することを示した。彼らは、男子大学生の目隠しをして、すべての雑音を遮断するヘッドフォンを着用させることで、これを示した。そして、実際のグループと、1人で叫んでいるが他の人と一緒に叫んでいると信じている疑似グループの両方で叫ぶよう求めた。被験者が他の1人が叫んでいると信じていた時、彼らは1人で叫んだ時の82％の強さで叫んだが、他の5人がいると、その努力は74％に減少した。
ラタネらは、グループ内の人数が増えると、各人に対する相対的な社会的圧力が減少すると結論付けた。「個人の入力が特定できない場合、その人は努力を惜しむかもしれない。したがって、もし人が実行すべき作業や期待する報酬の量を分割しているなら、グループではあまり一生懸命働かないだろう」。

### メタアナリシス研究と集合的努力モデル（CEM）
1993年のメタアナリシスにおいて、カラウとウィリアムズは予測を生成するために使用される集合的努力モデル（CEM）を提案した。集合的努力モデルは期待理論を、グループレベルの社会的比較と自己同一性の理論と統合し、集合的環境における個人の努力を調べる研究を説明する。心理的状態から、期待×道具性×結果の価値が、結果としての動機付けの力を生み出すことを提案している。
カラウらは、社会的手抜きが発生するのは、通常、個人で作業する際の個人の努力と価値ある成果との間に、より強い知覚された偶発性があるためだと結論付けた。集団で作業する際、他の要因がパフォーマンスを決定することが多く、価値ある成果もすべてのグループメンバーの間で分割される。すべての個人は、自分の行動の期待効用を最大化しようとすると想定される。集合的努力モデルはまた、一部の価値ある成果はパフォーマンスに依存しないことを認めている。例えば、本質的に意味のある課題や非常に尊敬されるチームメンバーと一緒に作業する際に強い努力を払うことは、たとえその高い努力が目に見えるパフォーマンスの結果にほとんど、あるいはまったく影響を与えなかったとしても、自己満足やグループからの承認につながる可能性がある。
カラウとウィリアムズが集合的努力モデルを実施した後の注目すべき、あるいは斬新な発見には以下のようなものがある。
- 社会的手抜きの程度は、女性や東洋文化出身の個人で減少する。
- 個人は、同僚の働きが期待されるとき、手抜きする可能性が高くなる。
- 個人は知人と一緒に作業するときは社会的手抜きを減らし、非常に価値のあるグループで作業するときはまったく手抜きしない[1]。

### 分散型対同室型グループ
2005年のラク・チダンバラムとライ・ライ・トゥンによる研究は、ラタネの社会的影響理論に基づいて研究モデルを構築し、グループの規模と分散が大きくなるにつれ、グループの作業は次の領域で影響を受けると仮説を立てた。メンバーは量と質の両面で貢献度が低下し、最終的なグループの成果の質が低下し、グループの成果は個人的要因と状況的要因の両方に影響を受ける。
240人の学部生ビジネス学生のサンプルは無作為に40チームに分けられた（半分は4人、半分は8人）。これらのチームは、同室型または分散型の設定に無作為に割り当てられた。参加者は、イメージ問題を抱えるワイナリーの取締役会として行動するよう求められる課題を完了することになっていた。彼らは代替案を見つけて議論し、最後にその根拠とともに代替案を提出することになっていた。同室型グループはテーブルを囲んで一緒に作業し、分散型グループは電子的なネットワーク通信を可能にする別々のコンピュータで同じ課題を行った。同室型と分散型の両方のグループで同じ技術が使用された。
チダンバラムとトゥンは、グループの規模がグループのパフォーマンスに非常に重要であることを発見した。グループが小さいほど、距離（分散型または同室型）に関係なく、各メンバーが参加する可能性が高かった。分散型グループと同室型グループの主な違いは、少なくとも忙しそうに見えるための社会的圧力が同室型グループに存在することだった。他の人がいると、人は一生懸命働いているように見える必要があると感じるが、他の人がいないところにいる人はそうではない。

## 性別と社会的手抜き
1985年、ガブレニャ、ワン、ラタネは、中国とアメリカの両方の文化において、社会的手抜きは男女で異なることを発見した。女性は文化を問わず男性よりも社会的手抜きが少なかった。著者らは、社会的役割の変化に関係なく、遺伝的および歴史的役割は男性をより個人主義的に、女性をより関係的にし続けていると主張した。
1999年、釘原直樹は、マックス・リンゲルマンの綱引き実験と同様の方法を用いて、日本における社会的手抜きの傾向に関する別の研究を行った。彼は、グループの中では、課題を行う際に男性の40％が女性よりも努力を示さず、その差を相互依存的自己概念を持つ傾向に帰した。

## 文化の影響
1989年、クリストファー・P・アーリーは、個人よりもグループの達成に重点を置く集団主義文化では、社会的手抜きが緩和されるだろうと仮説を立てた。彼は、グループの文化的価値観が対極にあると考えられているアメリカ合衆国と中華人民共和国（米国の方がより個人主義的で、中国の方がより集団主義的とされている）で研究を行い、2つの文化間で社会的手抜きに違いがあるかどうかを判断した。アーリーは、両国から人口統計学的に類似し、一緒に過ごす時間が同じグループを形成した（各グループの参加者は、3〜5週間お互いを知っていた）。各グループには、彼らの職業で要求される作業と類似した様々な形式の書類を完成させる課題が与えられた。書類は各項目を2〜5分で完成できるように設計されており、完成した項目はアシスタントに提出され、誰も他人の作業と比較して判断できないようになっていた。各参加者には、できるだけ多くの項目を完成させるために60分が与えられ、グループの目標を達成する必要があると言われた高アカウンタビリティグループと、一人で目標を達成するように言われた低アカウンタビリティグループに分けられた。また、高共有責任グループと低共有責任グループにも分けられた。
他の研究と一致して、高度に個人主義的な人々は、高アカウンタビリティの場合と比較して、高共有責任と低アカウンタビリティの場合、課題のパフォーマンスが低下することがわかった。しかし、集団主義者は、アカウンタビリティがどの程度あるべきかに関係なく、1人で作業する場合と比較して、高共有責任が存在する場合、課題のパフォーマンスがやや良好だった。この証拠は、集団主義的思考が社会的手抜き効果を減少させることを示唆している。同様の研究からのさらなる証拠は、個人主義的な中国人労働者が実際に社会的手抜き効果を示したことから、その効果が国籍ではなく集団主義的思考に関連していたことを示した。

## 原因

### 責任の分散
グループやチームの人数が増えると、人々は非個性化を感じる傾向がある。この用語は、個人の達成感からの解離と個人の責任の減少の両方を定義し、協働環境における個人の努力の低下につながる。したがって、この現象は感染力があり修正が難しいため、グループ全体の有効性を低下させる可能性がある。グループやチームのリーダーによって特定されたら、全員のために新しいルールと期待を再評価し、実行に移す責任がある。
人々は単に「群衆の中に埋没している」と感じ、努力しても報われないと感じるかもしれない。このアイデアはまた、人々に「群衆の中に隠れる」ことができ、自分を適用しないことの adverse な影響を避けることができると感じさせる可能性がある。
全体的な目標やタスクへの熱意が減退すると、全体的な貢献度が低下する。自分の全体的な努力が減少したり重要でないと感じたりすると、社会的手抜きをする可能性が高くなる。

### 動機
社会心理学の文献では、ある活動に従事する動機づけのレベルが、集団環境における行動に影響を与えることがわかっている。この発見は、カラウとウィリアムズ（1993年、2001年）によって集合的努力モデルと呼ばれ、より動機づけられた個人は社会的促進（つまり、他者の存在下で自分の努力を増やすこと）に従事する可能性が高く、一方、動機づけの低い個人は社会的手抜きに従事する可能性が高いことを詳述している。研究者らは、個人の動機づけを決定する2つの要因、そしてその後、個人が社会的手抜きと社会的促進のどちらに頼るかを決定する2つの要因には、目標達成についての個人の期待と目標の知覚価値が含まれることを明らかにした。
したがって、これら2つの要因に対する人の態度が、動機づけのレベルとその後のグループ行動に影響を与える。カラウとウィリアムズ（1993年、2001年）は、目標が簡単に達成でき、非常に価値があると個人が信じている場合に、動機づけが最も高くなることを発見した。一方、目標が不可能で全く価値がないように見える場合、動機づけが最も低くなった。
残念ながら、集団の存在は、これら2つの要因に対する人の認識にさまざまな方法で影響を与える可能性がある。例えば、集団で作業すると、目標を達成する期待が減少したり増加したりする可能性がある。つまり、グループメンバーの資質に応じて、個人は一生懸命働き、成功が保証されている優秀な人々のグループの中にいる可能性があるが、一方で、怠惰または気が散っている人々のグループの中にいて、成功が達成不可能に見える可能性もある。したがって、個人の努力と成功の関連は直接的ではなく、私たちの成功は他者の働きに影響される。同様に、目標の価値はグループメンバーに依存する可能性がある。例えば、すべての他のグループメンバーと成功を共有しなければならない場合、目標の価値は個人の視点からの目標の価値と比較して減少する。したがって、グループのダイナミクスは、人の動機づけと社会的手抜きの可能性を決定する上で重要な鍵となる。社会的手抜きの可能性に影響を与えることが判明している追加の要因には、性別、文化的背景、タスクの複雑さなどがある。

### 努力の代替可能性
グループのメンバーが、グループ全体の文脈において自分の努力が正当化されていないと感じる場合、その個人は努力を惜しむ意欲が低くなる。グループのサイズが大きい場合、メンバーは自分の貢献が全体的な目的にとってあまり価値がないと感じる可能性がある。なぜなら、他の多くの貢献が行われる可能性があるか、行われるべきだからである。このため、人々は小さなグループでしていたかもしれないほど、大きなグループでは貢献しない傾向がある。
一例は米国での投票である。ほとんどの人が投票は重要であり、行使されるべき権利だと言っているにもかかわらず、毎回の選挙、特に大統領選挙（2000年の選挙では51％のみ）で、最適ではない割合のアメリカ人しか投票に行かない。何百万人ものグループの中で1票はとても小さく感じられるため、人々は投票に時間と労力をかける価値があるとは思わないかもしれない。あまりにも多くの人々がこのように考えると、投票者の投票率は低くなる。一部の国では、この効果を排除するために義務投票制を実施している。

### 「手下」効果/嫌悪感
一部の人々は、グループ内の他の人々が自分に全ての仕事を任せて、自分たちが功績を得ると感じている。人々は「手下」のように感じたくないため、他の人々がグループにどのくらいの努力を払うかを確認してから、自分の努力を払う。もし全てのメンバーが手下になることを避けようとするなら、全員が全力を尽くした場合と比べて、全員の努力は著しく少なくなるだろう。
例えば、職場環境では、欠勤文化の確立により、実際に病気であるかどうかに関係なく、全ての従業員が一定数の欠勤日を取得する権利があるという態度が生まれる。したがって、従業員が欠勤日数の最大値を使用していない場合、「彼は不公平な負担を負っていると感じるかもしれない」。

### 帰属と公平性、努力のマッチング
ジャクソンとウィリアムズ（1985年）は、グループ内の他の人々が手を抜いていると感じたり、他の人々が手抜きをすると感じたりすると、その人は自分の努力を他の人々のレベルに合わせて下げると提案した。これは、他の人々が手を抜いていることが明らかな場合でも、単にグループが手を抜いていると誰かが信じている場合でも起こりうる。例えば、上記のラタネらの研究では、参加者が予想よりも他の人々の音が小さいことを聞いた場合、最適値を目指すのではなく、他の人々のレベルに等しくなるように努力を下げた可能性がある。

### 最大ではない目標設定
最大化に基づいて目標を設定することで、人々はグループが達成する必要があるレベルが設定されていると感じるかもしれない。このため、全体的に望ましい効果を得るために一生懸命働く必要はないと感じるかもしれない。
例えば、ラタネらの拍手と叫び声の研究では、1人でいるが叫んだり拍手したりするグループの一部だと言われた人々は、実験者が探していたノイズのレベルが設定されていると考え、グループのサイズに応じてこのレベルを達成するためにはあまり一生懸命働く必要はないと想定した可能性がある。

### 不参加
不参加の社会的手抜きは、グループ内のメンバーの不参加と関連付けられている。研究によると、メンバーがプロジェクトに個人的に関与していないグループでは、社会的手抜きを経験する可能性が高いことが示されている。グループのメンバーがプロジェクトに独自の貢献をもたらし、それがプロジェクトを補完できる場合、手抜きが起こる可能性は非常に低い。その貢献は、各メンバーがプロジェクトの完了に貢献できる特定のタスクを持っている場合、独特のものと見なされる可能性がある。テキサス・ウェズリアン大学の著者らは、「個人は自分の貢献が独特であり、他のグループメンバーが自分にできるスキルをタスクに貢献できないと感じるとき、手抜きする可能性が低くなる」ことを確認した。さらに、プロジェクトに個人的な意味がある場合、彼らはより関与し、社会的手抜きを実践しない。

### 傍観者行動
傍観者行動とは、困っている人を助ける意欲に対する、他者の存在の抑制的影響のことである。グループのサイズが大きい場合、傍観者行動が起こる。誰かが困っている場合、他の人が存在すると人々は助けにくくなる。人々は他の誰かが助けたり行動を起こしたりすると想定する。緊急時でさえ、傍観者は助ける可能性が低いことが指摘されている。

### 期待
個人の期待もその行動に影響を与える。グループのサイズが大きく、人々が手を抜いたり、あまり努力しないと思う場合、グループの誰かが、なぜ自分が努力しなければならないのかと考えるかもしれない。個人の期待が満たされない場合、従業員の生産性の低下につながる可能性がある。

### 内集団と外集団
社会的手抜きはグループの凝集性に影響を与え、内集団と外集団につながる可能性がある。内集団はグループ全体の成功のために多くの努力をして貢献しているが、外集団はあまり貢献せず、怠惰である。これは、従業員間の対立を増加させ、生産性の低下につながる可能性がある。

### 複雑な目標
個人は、経営陣が設定した目標が複雑で典型的であり、達成が困難であることに気づくと、時々多くの努力を払わない。したがって、グループの規模が大きい場合、一部の従業員はプロジェクトに全力を尽くすことを気にしない。

### 達成可能な目標
かなり短期的で単純であり、従業員にとって挑戦にならない目標は、従業員のやる気をなくさせる。したがって、目標達成に最小限の関心を示す。

### 劣等感
スキルが少ない、または平均的なパフォーマンスを発揮している従業員は、ほとんどの場合、トップパフォーマーのグループに配置される。そのような従業員は劣等感を抱き、平均的な従業員がタスクの達成のために効率的なチームメンバーに依存することになる。

## 社会的手抜きの結果

### 動機
社会的手抜きは、職場でグループや個人に悪影響を与える可能性がある。一部の個人は怠惰であるか、チームプレーヤーではないと見なされる可能性がある。グループ全体の動機に影響を与える可能性がある。

### 個人への影響
グループ内の個人も社会的手抜きの影響を受ける可能性がある。優れた成果を上げることや目標を達成することに焦点を当てるのではなく、自分の努力を周りの人と比較し始めるかもしれない。それは彼らの感情と満足感を低下させ、パフォーマンスを低下させる可能性がある。他の人々の仕事が少ないと感じると、おそらく彼らに頼っていると感じ、搾取されていると感じ、その結果、仕事量を減らす可能性がある。彼らはやる気を失う。

## 実際の事例

### 1994年ブラックホーク撃墜事件
1994年4月14日、2機のアメリカ空軍F-15戦闘機が誤ってイラク北部上空で2機のアメリカ陸軍ブラックホークヘリコプターを撃墜し、搭乗していた26人の兵士全員が死亡した。この事件の詳細は、ウェストポイント校のスコット・スヌーク教授によって、彼の著書『Friendly Fire』で分析された。 社会的冗長性の誤謬についての要約の中で、スヌークは、AWACSチームがヘリコプターを追跡し、撃墜を防ぐことができなかった原因の1つとして社会的手抜きを指摘している。スヌークは、社会的影響の法則と混乱した権限関係によって責任が非常に薄くなり、誰も行動を余儀なくされなかったと主張している。

### 社会的手抜きと職場
タン・フィフンとミン・リー・タンによると、社会的手抜きは、グループ作業を理解するために重要な関心領域である。社会的手抜きの反対である「組織市民行動」は生産性を大幅に向上させる可能性があるが、これらの行動はいずれも組織のパフォーマンスに大きな影響を与える可能性がある。社会的手抜きは、組織が排除したい行動である。人々がどのようにしてなぜ社会的手抜きをするようになるのかを理解することは、組織の効果的な機能、競争力、有効性にとって重要である。
職場における社会的手抜きの特定の例は、ジェームズ・ラーセンの論文「Loafing on the Job」で議論されている。例えば、建設現場で精力的に働く建築労働者がいる一方で、同僚の一部は岩の壁でぶらぶらしたり、シャベルに寄りかかってぼんやりしたりしている。もう1つの例は、マクドナルドのようなレストランで、一部の従業員がぶらぶらしている一方で、他の従業員は注文を取ることに熱心であるというものである。これらのシナリオはすべて、社会的手抜きが職場で引き起こす問題を表しており、企業はこれらの傾向に対抗する方法を見つけようとしている。
ラーセンは、企業が社会的手抜きの悪影響と戦うために、業務を変更する方法について言及している。まず、各従業員のパフォーマンスを個別に測定すると、測定されない場合と比べてより多くの努力を払うことが研究で示されている。社会的手抜きのアイデアに興味を持つもう1人の人物は、テキサス大学のケネス・プライスである。プライスは、社会的手抜きが作業グループでどのように発生するかについて、彼が役割を果たすと疑っていた2つの重要な要因を調べるために、社会的手抜きの実験を行った。これらの2つの要因は、不可欠性と公平性であった。彼が行った実験には、14週間の会議を設定された144のチームに分けられた514人が関与した。これらの人々に割り当てられたプロジェクトは複雑で、完全に完了するためには多くの異なる個人からの多様なスキルを必要とした。実験の結果は、実際に不可欠性と公平性の2つの要因におけるプライスの疑念を裏付けるものであった。
グループにおける不可欠性は、プライスによって、作業グループに参加し、すぐに自分のスキルを同僚と比較し始める従業員として説明されている。自分のスキルが周囲の人よりも劣っていると感じると、彼らは傾向として腰を下ろし、より熟練した作業者に仕事を任せてしまう。グループの公平性とは、一部のグループメンバーが民族、性別、またはその他の恣意的な要因のために、意思決定において自分の声が聞かれていないと感じることである。多くのグループメンバーは、自分の声が聞かれるように戦うのではなく、このような状況では手を抜くことを決定する。

### オンラインコミュニティとグループ
オンラインでの社会的手抜きに関する研究は現在比較的少ないが、増加している。
海軍大学校（NWC）と公立大学でウェブ対応コースに登録された227人の学部生と大学院生を対象とした2008年の研究では、社会的手抜きは存在するだけでなく、オンライン学習の教室でも蔓延している可能性があることが判明した。NWCの2％と公立大学の8％の学生が社会的手抜きを自己申告しただけだが、NWCの8％と公立大学の77％の学生が、他の人が社会的手抜きに従事していると感じていた。追加の調査結果は、一般的に以前の研究からの対面の社会的手抜きの発見を検証している。研究者らは、報酬の分配の不公平が社会的手抜きを増加させると結論づけ、自己認識された優位性がグループ活動への個人の参加に悪影響を及ぼすことを示唆している。
「潜伏」とも呼ばれる社会的手抜きは、オンラインコミュニティの発展と成長に大きな影響を与える。社会的手抜きという用語は、個人で作業する場合と比較して、集団で作業する際に個人が努力を惜しむ傾向を指す。この現象は、グループプロジェクトの一部になりたがる人々の傾向に似ているが、作業を完了するためにほんの数人の個人に大きく依存している。一般に、社会的手抜き者は定期的にオンラインコミュニティの議論やコンテンツをフォローするが、投稿を拡張したりコミュニティの知識に追加したりしないことを選択する。さらに、オンラインコミュニティへの参加は通常任意であるため、コミュニティメンバーがウェブサイト、ディスカッションフォーラム、掲示板、またはその他の形式のオンラインエンゲージメントの知識に貢献するという保証はない。潜伏者は、いくつかのオンラインコミュニティで90％を超えていると報告されている。
人々がオンラインコミュニティに貢献しないことを選択する主な理由は、驚くべきことに社会的怠慢とは関係がなく、実際には潜在的な貢献者の信念が、彼らの投稿が真剣に受け止められない、または彼らが受けるに値するクレジットが与えられないということである。人々がオンラインコミュニティに貢献することに関連するリスクを評価する際、彼らは一般的に、他の貢献者や読者が誰であるかの不確実性と、自分の仕事が過小評価されることへの恐れのため、参加を避ける傾向がある。

#### 参加に対する年齢関連の影響
いくつかの研究は、人々がオンラインコミュニティに貢献しないという考えを正当化しているが、一部の研究では、異なる世代がインターネットを異なる方法で使用する傾向があるため、高齢者の方が若者よりもオンラインコミュニティに参加する可能性が高いことを示している。例えば、「高齢者は健康情報を求め、購入し、宗教情報を得る可能性が高いが、ビデオを見たり、音楽をダウンロードしたり、ゲームをしたり、オンラインでブログを読んだりする可能性は低い」。これは、一部のオンラインコミュニティが高齢者世代に対応しているという事実に一部起因している可能性がある。ウェブサイトのコンテンツは、どの年齢層がサイトを使用または訪問するかを決定することが多く、多くの形式のオンラインコミュニティが高齢者に注目しているサイトに表示されるため、参加は一般的に高くなる。さらに、オンラインコミュニティをホストするウェブサイトの操作の容易さと利用可能性も、最も参加する可能性の高い年齢層に関係している可能性がある。例えば、高齢者向けの一部のオンラインコミュニティでは、高齢者向けの外観と使いやすさを向上させるために、サイトのデザインを単純化している。

## 軽減
ダン・J・ロスウェルによると、グループを動かすには「動機付けの3つのC」が必要である。それは、コラボレーション、コンテンツ、および選択である。したがって、社会的手抜きへの答えは動機づけであるかもしれない。競争的な環境は必ずしもグループメンバーを動機づけるとは限らない。
1. コラボレーションは、各メンバーに特別で意味のあるタスクを割り当てることで、グループ内の全員を関与させる方法である[30]。これは、グループメンバーが知識と確実に遂行すべきタスクを共有する方法である。例えば、サリーとポールが特定のタスクを与えられなかったために手を抜いていたとすれば、ポールにノートテーカーの役割を、サリーにブレインストーミングの役割を与えることで、彼らはグループにとって不可欠だと感じるだろう。サリーとポールは、特定の義務を完了しなければならないため、グループを失望させたくないと思う可能性が低くなる。
2. コンテンツは、グループ内の個人の特定のタスクの重要性を示す。グループメンバーが自分の役割を価値あるタスクの完了に関与していると見なす場合、彼らはそれを遂行する可能性が高くなる。例えば、サリーはこの義務を果たせばグループに多くをもたらすことを知っているので、ブレインストーミングを楽しむかもしれない。彼女は自分の義務がグループから評価されると感じている。
3. 選択は、グループメンバーに彼らが果たしたいタスクを選択する機会を与える。グループで役割を割り当てると、不平と欲求不満を引き起こす。グループメンバーに役割を選択する自由を与えることで、社会的手抜きの重要性が低下し、メンバーがチームとして協力することが奨励される。

トンプソンは、能力と動機づけはチームの効果的な機能にとって不可欠だが、不十分であると強調している。チームはまた、その目標を効果的に達成するために、メンバーのスキル、努力、および行動を調整する必要がある。トンプソンの提言は、動機づけ戦略と調整戦略に分けることができる。
| 動機づけ戦略 | 調整戦略 |
| --- | --- |
| - 識別可能性を高める - 関与を促進する - チームメンバーのパフォーマンスに対して報酬を与える - チームの結束力を強化する - 個人の責任を高める - チーム契約を使用する - チームパフォーマンスのレビューとフィードバックを提供する | - 一桁のチームを使用する - アジェンダを持つ - チームメンバーを一緒にトレーニングする - 練習により多くの時間を費やす - コミュニケーションのリンクを最小限に抑える - 明確なパフォーマンス基準を設定する |

### 動機づけ戦略

#### 識別可能性を高める
社会的手抜きに関する研究は、人々が他人と一緒に働くときの方が生産性が低いことを示唆しているが、社会的促進の研究は、他人がいると人々の生産性が高くなることを示している（少なくとも簡単なタスクでは）。グループ内の個人がお互いを知っていて、自分の生産性や入力が識別できないと感じている場合、社会的手抜きが起こりやすい。あるいは、個人が匿名で識別できない場合、社会的手抜きが起こりやすくなる可能性もある。

#### フリーライドを最小限に抑える
フリーライドは、利益の一部が他の人に帰属するため、メンバーが少ない仕事をする場合に発生する。他の人がアイデアを提供すると、個人は自分で一生懸命働く動機が低下する可能性がある。彼らは自分の貢献があまり必要ではない、またはあまり影響を与えないと考える。これらの影響を排除するには、グループメンバーに、彼らの貢献がグループの成功に不可欠であると感じさせることが重要である。さらに、小さなグループにいる場合、フリーライドする可能性は低い。

#### 関与を促進する
人々が仕事に没頭しているとき、そしてグループで他の人と一緒に働くことを楽しんでいるときも、手抜きが起こりにくい。これらの人々は、グループの一員であることの経験と、結果を達成することの両方を重視している。また、難しく挑戦的なタスクは社会的手抜きを減らす。個人がグループ作業に関与し、報酬を個人ではなくチームとして受け取る場合も、社会的手抜きは減少する。

#### チームの結束力を強化する
グループメンバーがどの程度自分たちのグループと一体感を持っているかは、社会的手抜きの量も決定する。この概念は、社会的アイデンティティ理論と関連しており、一生懸命働くグループと手抜きをするグループの違いは、グループのタスクとそのメンバーの自己定義のマッチングである。個人が自分の帰属意識からアイデンティティと自己感覚を得ている場合、社会的手抜きは社会的労働に置き換えられる（メンバーは自分のグループのために余分な努力を払う）。

#### 目標を設定する
明確で挑戦的な目標を設定したグループは、メンバーが目的を見失っているグループよりも優れたパフォーマンスを発揮する。グループの目標は、あまりにも簡単に達成できるのではなく、比較的挑戦的であるべきである。グループのメンバーが社会的に手を抜いていても達成できるほどタスクが簡単な場合、グループで作業することの利点はしばしば失われる。したがって、グループは高い基準を設定すべきだが、目標が達成不可能なほど高すぎてはいけない。レーサムとバクツ（1975）は、ロックの目標設定理論の実践的重要性を評価するために、森から製材所に丸太を運ぶトラック運転手を対象に実験を行った。最初、男性たちに丸太を積み込む際にベストを尽くすよう言われたとき、彼らは法的に運べる重量の約60％しか運ばなかった。同じ運転手たちに後で法定限度の94％の目標を達成するよう励まされると、効率を上げてこの特定の目標を達成した。したがって、この研究の結果は、特定の挑戦的な目標を割り当てるとすぐにパフォーマンスが向上することを示している。会社の原価計算手順によると、目標設定なしでこの同じパフォーマンスの向上を達成するには、追加のトラックの購入だけで25万ドルの支出が必要だったはずである。したがって、この目標設定の方法は非常に効果的である。他の研究では、明確な目標が、努力の増加、より良い計画、グループの作業の質のより正確な監視、さらにはグループへのコミットメントの増加など、他のパフォーマンス向上プロセスを刺激できることがわかっている。

#### 個人評価
社会的手抜きを減らすために、企業は常にチームの成果全体を調べるだけでなく、各メンバーの貢献を評価することに焦点を当てることができる。社会的手抜き者は、貢献に対する外部または内部の評価が不足しているため、努力を控えめにする傾向があることが統計的に証明されている。これにより、評価されるのはチーム全体だけであるため、グループ内の自覚が低下する（Curt. 2007）。

#### 個人的なタスク、役割、責任
社会的手抜きを避けるための1つの戦略は、個人に個人的なタスクと責任を与えることである。個人がグループ内の特定の事柄や特定の責任を負っていることを知っていれば、自分に注目が集まっていることを知り、それらを完了する可能性が高くなる。彼らが見るように、彼らはこれらのタスクに責任がある。

#### 基準とルール
期限を設定し、責任とタスクを割り当てることで、個人がグループの努力に貢献する可能性が高くなることを保証できる。グループ内の全員がルールと規則に従い、全員が設定された基準まで作業を行うようにする。

#### チームへの忠誠心
チームへの忠誠心を奨励することで、グループ内の全員のパフォーマンスを向上させることができる。達成するのは難しいかもしれないし、チームリーダーによる慎重な取り扱いが必要だが、全員がチームの一員になりたいと思い、チームの一員としてパフォーマンスを発揮したいと思うよう奨励する。例えば、チーム全体が目標を達成した場合にグループ全体に報酬を提供する。

#### 小さなグループサイズ
グループをできるだけ小さくすることで、フリーライドを最小限に抑える。社会的手抜きは、グループが3〜5人の間で小さく保たれている場合に少なくなる。グループ内の誰かが他のチームメンバーほど努力していない場合、社会的手抜きはより明らかになる。グループサイズが少ない従業員の場合、余分な助けがないため、より多くの貢献をする必要がある。

#### ピア評価
ピア評価は、グループメンバーがお互いの作品を確認し、批評やコメントができるため、社会的手抜きを減らす方法と考えられている。これにより、グループメンバーは、プロジェクトに取り組まないとスポットライトを浴びることになり、同時に反響があることに気づく。それが彼らを自分の仕事により深く関わるよう奨励する。ピア評価は、建設的なフィードバックを与える生産的で効率的な方法とも見なされる。各メンバーに一定の間隔で作業結果を発表させたり、定期的にフィードバックセッションを行ったり、グループメンバーを持つことなど、フィードバックを組み込む方法はいくつかある。

### オンラインコミュニティへの貢献の奨励
ピエゾンとドナルドソンは2005年の分析で、遠隔教育コースに関連する物理的な分離、社会的孤立、時間的な距離に特別な注意を払う必要があると主張している。これらは社会的手抜きを引き起こす可能性がある。グループサイズに関しては、ブレインストーミングを行う場合を除き、6人より大きい小グループでは有意な利得はなく、最適なグループサイズは5人であると主張している。彼らがオンラインコミュニティのために持っている提案には、役割と責任を明確にすること、他のグループと比較するためのパフォーマンスデータを提供すること、グループミーティングへの出席、ディスカッションボードの使用、チャットへの参加で構成される高いレベルの参加を義務付けることが含まれる。
2010年のオンラインコミュニティの分析で、クラウトとレズニックは、ユーザーから貢献を引き出すいくつかの方法を提案している。
- タスクの選択的提示を通じて暗黙的に、または説得の原則に基づいて明示的な要求を通じて、単にユーザーに依頼する
- グループの構成または活動を変更する
- 特権やより具体的な報酬を授与することに加えて、メンバーの貢献を反映する記録システムを使用する。著者が研究している例は、ウィキペディアである。ウィキペディアは数万人の人々を巻き込み、ページの上部に期限、目標として設定された特定の金額、寄稿者のリストを含む大きなバナー広告を使用して数百万ドルを調達する資金調達キャンペーンを実施している。

### グループプロジェクトにおける軽減
2008年、プラヴィーン・アガルワルとコニー・オブライエンは、グループプロジェクト中の社会的手抜きを減らすことができる要因を評価する数百人の大学生を研究した。その結果から、彼らは社会的手抜きを減らす3つの要因があると結論付けた。
プロジェクトの範囲を制限する： 指導者は、大きなプロジェクトを2つ以上の小さなコンポーネントに分割するか、学期全体のプロジェクトをより小さなプロジェクトと他の採点された作業に置き換えることで、社会的手抜きを減らすことができる。また、大きなプロジェクトをより小さなコンポーネントに分割することは有益である可能性がある。例えば、各個人がより大きなプロジェクトの特定の側面を主導するように責任を割り当てることで、説明責任が確保され、社会的手抜きを防ぐのに役立つ。
グループサイズを小さくする： グループサイズを制限することで、社会的手抜き者が大規模なグループによって提供される匿名性の陰に隠れるのが難しくなる。より小さなグループでは、各メンバーは自分の貢献がより大きな価値を加えると感じるだろう。
ピア評価： ピア評価は、グループメンバーに不参加の結果があることを知らせる。プロジェクト中のピア評価の数が増えると、社会的手抜きの発生率が低下することがわかっている。